# Lahs
Lahs  — четвёртый студийный альбом американской психоделической инди-рок группы Allah-Las из Бостона, изданный 11 октября 2019 года на лейбле Mexican Summer.

## Отзывы
| Совокупная оценка    | Совокупная оценка |
| Источник             | Оценка            |
| -------------------- | ----------------- |
| Metacritic           | 70/100            |
| Оценки критиков      |                   |
| Источник             | Оценка            |
| AllMusic             | [ 3 ]             |
| The Austin Chronicle | [ 4 ]             |
| Exclaim!             | 7/10              |
| Clash                | 6/10              |
| Mojo                 | [ 7 ]             |
| Q                    | [ 8 ]             |
| The Times            | [ 9 ]             |
| Uncut                | 7/10              |

Альбом получил положительные отзывы музыкальной критики и интернет-изданий. На Metacritic альбом получил средневзвешенное арифметическое 70 баллов из 100 на основе 8 рецензий, что свидетельствует о «в целом благоприятном» приеме. В четырехзвездочной рецензии для The Times Уилл Ходжкинсон сказал: "Их четвертый альбом — это особое удовольствие, грув вместе с Porпортугальским кантри-роком («Prazer Em Te Conhecer»), предлагая музыкальный эквивалент полудня, проведенного в сухой, тяжелой жаре на «Houston», и звучащий так, как будто они только что присоединились к культу New Age на небесной «Holding Pattern», добавив, что «их мерцание джингл-джангл заставляет вас чувствовать себя так хорошо».

## Список композиций
Данные по заметкам на альбоме.
| №   | Название                | Автор(ы)       | Основной вокал | Длительность |
| --- | ----------------------- | -------------- | -------------- | ------------ |
| 1.  | «Holding Pattern»       | Siadatian      | Siadatian      | 4:08         |
| 2.  | «Keeping Dry»           | Michaud        | Michaud        | 3:54         |
| 3.  | «In the Air»            | Siadatian      | Siadatian      | 2:13         |
| 4.  | «Prazer em Te Conhecer» | Siadatian      | Correia        | 3:06         |
| 5.  | «Roco Ono»              | Allah Las      |                | 4:02         |
| 6.  | «Star»                  | Correia        | Correia        | 4:08         |
| 7.  | «Royal Blues»           | Siadatian      | Siadatian      | 2:32         |
| 8.  | «Electricity»           | Siadatian      | Siadatian      | 2:58         |
| 9.  | «Light Yearly»          | Siadatian      | Siadatian      | 4:01         |
| 10. | «Polar Onion»           | Dunham Michaud | Michaud        | 2:46         |
| 11. | «On Our Way»            | Michaud        | Michaud        | 3:34         |
| 12. | «Houston»               | Allah Las      |                | 2:13         |
| 13. | «Pleasure»              | Dunham         | Dunham         | 4:22         |

## Чарты
| Чарт (2019)                            | Высшая позиция |
| -------------------------------------- | -------------- |
| США (Billboard Top Heatseekers Albums) | 6              |
| США (Billboard Independent Albums)     | 18             |
| США (Billboard Vinyl Albums)           | 25             |